# Mundochthonius decoui
Espèce
Mundochthonius decoui est une espèce de pseudoscorpions de la famille des Chthoniidae.

## Distribution
Cette espèce est endémique de Roumanie. Elle se rencontre vers Vârtoape.

## Étymologie
Cette espèce est nommée en l'honneur de Vasile Decou.

## Publication originale
- Dumitresco & Orghidan, 1970 : Contribution à la connaissance des Pseudoscorpions souterrains de Roumanie. Travaux de l'Institute de Spéologie Émile Racovitza, vol. 9, p. 97-111.